# كأس المثابرة (بغداد)
كأس المثابرة (بغداد)، التي كانت تسمى سابقًا كأس الإيثار، كانت مباراة كرة قدم عراقية سنوية تقام في نهاية الموسم بين البطل وصيف دوري المؤسسات في بغداد.
ولعبت خمس نسخ من البطولة قبل أن تحل محلها كأس المثابرة (العراق) التي بدأت عام 1986 وتستمر حتى اليوم تحت اسم كأس السوبر العراقي.

## إحصائيات

### مباريات
| سنة          | الفائز           | نتيجة        | الوصيف          |
| كأس الإيثار  | كأس الإيثار      | كأس الإيثار  | كأس الإيثار     |
| ------------ | ---------------- | ------------ | --------------- |
| 1962         | القوة الجوية     | 4–2          | الكلية العسكرية |
| 1963         | الفرقة الثالثة   | 1–0          | منتخب الشرطة    |
| 1964         | القوة الجوية     | 3–0          | الفرقة الثالثة  |
| كأس المثابرة |                  |              |                 |
| 1965         | مصلحة نقل الركاب | 1–0 (ب.و.إ.) | آليات الشرطة    |
| 1966         | الفرقة الثالثة   | 1–0          | القوة الجوية    |

### أنجح الأندية
| فريق             | ألقاب | الوصيف |
| ---------------- | ----- | ------ |
| القوة الجوية     | 2     | 1      |
| الفرقة الثالثة   | 2     | 1      |
| مصلحة نقل الركاب | 1     | 0      |
| الكلية العسكرية  | 0     | 1      |
| منتخب الشرطة     | 0     | 1      |
| آليات الشرطة     | 0     | 1      |

## المدربين الفائزين
| سنة  | جنسية  | المدير الفائز      | النادي           |
| ---- | ------ | ------------------ | ---------------- |
| 1962 | العراق | صالح فرج           | القوة الجوية     |
| 1963 | العراق | عبد الإله محمد حسن | الفرقة الثالثة   |
| 1964 | العراق | شوقي عبود          | القوة الجوية     |
| 1965 | العراق | اسماعيل محمد       | مصلحة نقل الركاب |
| 1966 | العراق | عبد الإله محمد حسن | الفرقة الثالثة   |